# Egypt Central (álbum)
Egypt Central é o primeiro álbum de estúdio da banda norte-americana Egypt Central lançado em 26 de abril de 2005 e relançado em 15 de janeiro de 2008.

## Faixas
| N.º | Título               | Duração |  |
| 1.  | "Different"          | 3:07    |  |
| 2.  | "You Make Me Sick"   | 3:58    |  |
| 3.  | "Over and Under"     | 2:55    |  |
| 4.  | "Taking You Down"    | 2:58    |  |
| 5.  | "Leap of Faith"      | 3:38    |  |
| 6.  | "The Way"            | 3:25    |  |
| 7.  | "Push Away"          | 3:20    |  |
| 8.  | "Walls of Innocence" | 3:52    |  |
| 9.  | "Locked and Caged"   | 3:06    |  |
| 10. | "Just Another Lie"   | 3:36    |  |
| 11. | "Home"               | 4:12    |  |

| Faixa bônus de pré-venda |           |         |  |
| N.º                      | Título    | Duração |  |
| 1.                       | "Awesome" | 3:46    |  |